# Solus Christus
 Solus Christus, (às vezes usado na sua forma ablativa Solo Christo), é um dos cinco solas propostos no século XX para retratar os ideais protestantes que resumiriam as crenças fundamentais do cristianismo. Solus Christus é o ensino de que Cristo é o único mediador entre Deus e o homem, e que não há salvação por meio de nenhum outro. 

## Conceito
Esta expressão latina refere-se ao termo: "salvação somente por Cristo". Embora os reformadores não utilizassem esse, termo, o teólogo neo-ortodoxo Emil Brunner ao comentar o sistema teológico de Karl Barth acrescentou Christus solus aos outros "solas". Os protestantes rejeitam os dogmas relativos ao papa como representante de Cristo e chefe da Igreja sobre a terra, rejeitam o conceito de mérito por obras e a ideia católica de um tesouro vindouro por causa das boas obras. Teólogos protestantes acreditam que a salvação pelas obras é uma negação do sacrifício de Cristo pela salvação de todos os que crerem na sua Palavra, Ele é o único mediador entre Deus e os homens.
A Interpretação Protestante de Solus Christus, ou "apenas Cristo", exclui a classe sacerdotal como necessária para os sacramentos e qualquer outros mediadores entre Deus e o homem. Consequentemente, este princípio rejeita o sacerdotalismo, a crença de que não há sacramentos na igreja sem os serviços de padres ordenados por sucessão apostólica. Tal interpretação viola a função dos ministros de Deus devidamente organizados por Cristo como podemos ler na carta de 1 Coríntios 12 escrita pelo Apóstolo São Paulo que diz: 
28 Por isso, na igreja Deus colocou em primeiro lugar, apóstolos; em segundo, profetas; em terceiro, ensinadores; e depois os que fazem milagres, os que têm o dom de curar, outros com o dom de ajudar o semelhante, outros que sabem administrar a igreja, e outros ainda que falam línguas que nunca aprenderam. 
29 Deverão ser todos apóstolos? Serão todos pregadores ou profetas? Tornar-se-ão todos ensinadores? Poderão todos fazer milagres? 30 Podem todos curar os doentes? Dá-nos Deus a todos a capacidade de falar línguas que não conhecemos? Pode qualquer pessoa interpretar o que aqueles que têm esse dom dizem? Claro que não. 31 Contudo, esforcem-se por serem capacitados com os dons mais importantes.

Mas deixem-me mostar-vos o caminho mais excelente!
Já a teologia protestante afirma o mesmo que a católica, que a Escritura e sua doutrina sobre a graça e fé enfatizam que a salvação é solus Christus, “somente por Cristo”, isto é, Cristo é o único Salvador (Atos 4:12). B.B. Warfield escreveu: “O poder salvador da fé reside, portanto, não em si mesma, mas repousa no Salvador Todo Poderoso”.

Embora a teologia da Igreja Católica contida no Código de Direito Canônico e no Catecismo da Igreja Católica jamais negou em sua essência a centralidade de Cristo, isso também vem a ser fundamento da fé protestante. Podemos ver que Martinho Lutero, mesmo sendo ele um crente na intercessão dos santos e da mãe de Jesus, disse que Jesus Cristo é o “centro e a circunferência da Bíblia” — isso significa que quem ele é e o que ele fez em sua morte e ressurreição são o conteúdo fundamental da Escritura, independente das diferenças entre as doutrinas Protestantes e Católica. A existência dos intercessores celestes não remove ou substitui a Única Salvação em Cristo, mas sim ajunta, segundo a escritura bíblica de Mateus 12:30 onde o próprio Jesus Cristo disse: “Quem não é por mim é contra mim; quem não ajunta comigo, espalha.”. Ulrico Zuínglio disse: “Cristo é o Cabeça de todos os crentes, os quais são o seu corpo e, sem ele, o corpo está morto”, assim como o Catecismo da Igreja Católica diz: 
“Lendo o "Catecismo da Igreja Católica", pode-se captar a maravilhosa unidade do mistério de Deus, do seu desígnio de salvação, bem como a centralidade de Jesus Cristo, o Filho Unigênito de Deus, enviado pelo Pai, feito homem no seio da Santíssima Virgem Maria por obra do Espírito Santo, para ser o nosso Salvador. Morto e ressuscitado, ele está sempre presente na sua Igreja, particularmente nos sacramentos; ele é a fonte da fé, o modelo do agir cristão e o Mestre da nossa oração.”
Já Sem Cristo, nada podemos fazer; nele, podemos fazer todas as coisas (João 15:5; Filipenses 4:13). Somente Cristo pode trazer salvação. Paulo deixa claro em Romanos 1-2 que, embora haja uma auto-manifestação de Deus além da sua obra salvadora em Cristo, nenhuma porção de teologia natural pode unir Deus e o homem. A união com Cristo é o único caminho da salvação e nisso, Católicos e Protestantes se concordam.

## Solus Christus e os três ofícios
A concepção dos três ofícios de Cristo foi formulada por Eusébio de Cesareia. Mais tarde, tal doutrina seria recepcionada pelos reformadores protestantes. A Confissão Batista de Londres de 1689 formula a doutrina que posteriormente seria reconhecida como Solus Christus da seguinte forma: “Cristo, e somente Cristo, está apto a ser o mediador entre Deus e o homem. Ele é o profeta, sacerdote e rei da igreja de Deus” (8.9). Observemos mais detalhadamente esses três ofícios.

### Cristo, o Profeta
Cristo é o Profeta que instrui a humanidade nas coisas de Deus, a fim de curar a cegueira e ignorância humanas. O Catecismo de Heidelberg o chama de “nosso principal Profeta e Mestre, que nos revelou totalmente o conselho secreto e a vontade de Deus a respeito da nossa redenção” (A. 31). “O Senhor, teu Deus”, Moisés declarou em Deuteronômio 18:15, “te suscitará um profeta do meio de ti, de teus irmãos, semelhante a mim; a ele ouvirás”. Ele é o Filho de Deus, e Deus exige que nós o escutemos (Mateus 17:5).
Como o Profeta, Jesus Cristo seria o único que pode revelar o que Deus tem planejado na história “desde a fundação do mundo”, e que pode ensinar e manifestar o real significado das “escrituras dos profetas” (o Antigo Testamento, ver Romanos 16:25-26). 

### Cristo, o Sacerdote
Cristo é também o Sacerdote—nosso extremamente necessário Sumo Sacerdote que, como diz o Catecismo de Heidelberg: “pelo sacrifício de Seu corpo, nos redimiu, e faz contínua intercessão junto ao Pai por nós” (A. 31). Nas palavras da Confissão Batista de Londres de 1689 “por causa do nosso afastamento de Deus e da imperfeição de nossos melhores serviços, precisamos de seu ofício sacerdotal para nos reconciliar com Deus e nos tornar aceitáveis por ele” (8.10).
A salvação está somente em Jesus Cristo, porque há duas condições que, não importa o quanto nos esforcemos, nunca poderemos satisfazer. No entanto, elas devem ser cumpridas se estamos para ser salvos. A primeira é satisfazer a justiça de Deus pela obediência à lei. A segunda é pagar o preço de nossos pecados. Nós não podemos cumprir nenhuma dessas condições, mas Cristo as cumpriu perfeitamente. Romanos 5:19 diz: “ por meio da obediência de um só, muitos se tornarão justos”. Romanos 5:10 diz: “nós, quando inimigos, fomos reconciliados com Deus mediante a morte do seu Filho”.
O sacrifício de Jesus ocorreu apenas uma vez, mas ocupa o papel grande Sumo Sacerdote, aquele através do qual toda a oração e louvor são feitos aceitáveis a Deus. Nos lugares celestiais, Jesus Cristo continuaria sendo constante Intercessor e Advogado (Romanos 8:34; 1 João 2:1). Essa percepção fundamenta-se em Paulo que diz que a glória deve ser dada a Deus “por meio de Jesus Cristo pelos séculos dos séculos” (Romanos 16:27).

### Cristo, o Rei
Finalmente, o Solus Christus implica no ofício de Cristo como o Rei que reina sobre todas as coisas. Na teologia católica e protestante, isso é incontestavel, Jesus Cristo reina sobre sua Igreja por meio de seu Espírito Santo (Atos 2:30-33). Ele soberanamente dá o arrependimento ao impenitente e concede perdão ao culpado (Atos 5:31). Cristo é “o nosso Rei eterno que nos governa por sua Palavra e Espírito, e que defende e preserva-nos no gozo da salvação que ele adquiriu para nós” (O Catecismo de Heidelberg, P&R.31), assim como "o Espírito Santo chama incessantemente a Igreja de Deus, Corpo de Cristo, peregrina rumo à luz sem sombras do Reino!" (O Catecismo da Igreja Católica, ETV.37) Como o Herdeiro real da nova criação, ele levaria humanidade redimida a um reino de eterna luz e amor.

Neste sentido, disse João Calvino: “Nós podemos passar pacientemente por esta vida com sua miséria, frieza, desprezo, injúrias e outros problemas—satisfeitos com uma coisa: que o nosso Rei nunca nos deixará desamparados, mas suprirá as nossas necessidades, até que, ao terminar nossa luta, sejamos chamados para o triunfo” e disse o Papa Francisco: "O cristão é testemunha, não duma teoria, mas duma Pessoa; Cristo ressuscitado, vivo e único Salvador de todos."
1. ↑  Brunner, Emil (1963). Dogmatics: Volume III - The Christian Doctrine of the Church, Faith & the Consummation. Philadelphia: Westminster Press
2. ↑  https://ministeriofiel.com.br/artigos/solus-christus/
3. ↑  Eusébio de Cesareia. Hist. eccl. 1.3.8. [S.l.: s.n.]